# Agression sexuelle en droit pénal français
 (mai 2023).
Pour un article plus général, voir Agression sexuelle.
En droit français, une agression sexuelle est une « atteinte sexuelle commise avec violence, contrainte, menace ou surprise ou, dans les cas prévus par la loi, commise sur un mineur par un majeur. ». C'est également le « fait de contraindre une personne par la violence, la menace ou la surprise à subir une atteinte sexuelle de la part d'un tiers ».
Le Code pénal distingue les agressions sexuelles en 4 catégories juridiques distinctes : les « viols », les agressions sexuelles autres que le viol, l'exhibition sexuelle et le harcèlement sexuel.
La responsabilité pénale des agents, qu'il s'agisse de personnes physiques ou de personnes morales, a vocation à être mis en œuvre lorsque l'agent concerné a commis une agression sexuelle. Néanmoins, il existe des difficultés d'ordres pratiques relatives au traitement pénal des agressions sexuelles par les juridictions.

## Définition légale de l'agression sexuelle
Le Code pénal définit l'agression sexuelle comme étant : 
- selon l'article 222-22 du Code pénal[1], une « atteinte sexuelle commise avec violence, contrainte, menace ou surprise ou, dans les cas prévus par la loi, commise sur un mineur par un majeur. »[2] ;
- et selon l'article 222-22-2 au Code pénal[3], introduit par l'article 5 la loi n° 2013-711 du 5 août 2013[4], « le fait de contraindre une personne par la violence, la menace ou la surprise, à subir une atteinte sexuelle de la part d'un tiers »[3].

## Place des agressions sexuelles au sein du Code pénal
Au sens large, les agressions sexuelles sont une catégorie d'infractions pénales constituant la section III (Du viol, de l'inceste et des autres agressions sexuelles) dans le chapitre II (Des atteintes à l'intégrité physique ou psychique de la personne) du titre II (Des atteintes à la personne humaine) du livre deuxième du Code pénal (intitulé « Des crimes et délits contre les personnes »). Ainsi, les agressions sexuelles figurent aux articles 222-22 à 222-33-1 du Code pénal.
L'ensemble des agressions sexuelles figure au sein de 3 paragraphes distincts composant la section III intitulé « Du viol, de l'inceste et des autres agressions sexuelles ». Ainsi, 
- le paragraphe 1 s'intitule « Du viol et du viol incestueux » ;
- le paragraphe 2 s'intitule « Des autres agressions sexuelles » ;
- et le paragraphe 4 s'intitule « De l'exhibition sexuelle et du harcèlement sexuel »[6].

## Typologie des agressions sexuelles
À titre liminaire, une agression sexuelle se répartit juridiquement en deux catégories :  
- les crimes de « viols » lesquels sont caractérisés par un acte de pénétration sexuelle, et qui sont jugés en tant que tel par la cour d'assises[7],[8] ;
- et les délits qui regroupent les agressions sexuelles autres que le viol, les atteintes sexuelles, les exhibitions et les harcèlements sexuels[9],[10], et qui sont jugés en tant que tel par le tribunal correctionnel[11],[12].

### Viols
Le viol est prévu et réprimé dans la section III, paragraphe 1 du Code pénal intitulé « Du viol et du viol incestueux ».
Le Code pénal distingue 3 types de viols  et 2 infractions obstacles au viol.

#### Les 3 types de viols
Les 3 types de viols ont été définis par l'article 1er de la loi du 21 avril 2021 :
- Le viol, selon l'article 222-23 du Code pénal, est un acte de pénétration sexuelle ou un acte bucco-génital sur la personne d'autrui ou sur la personne de l'auteur, accompli en usant de « violence, contrainte, menace ou surprise »[15]. S'agissant de la répression du viol ordinaire : lorsqu'il est commis sans circonstance aggravante, le viol est puni de 15 ans de réclusion criminelle[15] ; lorsqu'il est commis avec l'une des circonstances aggravantes spécialement déterminées par le législateur, le viol est puni plus lourdement. En effet, les circonstances aggravantes spéciales (c'est-à-dire précisées par les textes d'incrimination)[16] du viol ordinaire sont prévues aux articles 222-23-3[17], 222-24[18], et 222-25 du Code pénal[19] ;
- Le viol assimilé, selon l'article 222-23-1 du Code pénal, est un acte de pénétration sexuelle ou un acte bucco-génital commis par un majeur sur la personne d'un mineur de quinze ans et moins, ou commis sur l'auteur par le mineur « lorsque la différence d'âge entre le mineur et le majeur est d'au moins 5 ans »[20],[21]. S'agissant de la répression du viol assimilé : lorsqu'il est commis sans circonstance aggravante, le viol assimilé est puni de 20 ans de réclusion criminelle[17]; lorsqu'il est commis avec l'une des circonstances aggravantes spécialement déterminées par le législateur, le viol assimilé est puni plus lourdement. En effet, les circonstances aggravantes spéciales (c'est-à-dire précisées par les textes d'incrimination)[16]  du viol assimilé sont prévues aux articles 222-25[19] et 222-26 du Code pénal[22] ;
- Le viol incestueux, selon l'article 222-23-2 du Code pénal, est un acte de pénétration sexuelle ou un acte bucco-génital « commis par un majeur sur la personne d'un mineur ou commis sur l'auteur par le mineur, lorsque le majeur est un ascendant ou toute autre personne mentionnée à l'article 222-22-3 du Code pénal[23] ayant sur le mineur une autorité de droit ou de fait »[24]. S'agissant de la répression du viol incestueux : lorsqu'il est commis sans circonstance aggravante, le viol incestueux est puni d'une peine de vingt ans de réclusion criminelle[24] ;  lorsqu'il est commis avec l'une des circonstances aggravantes spécialement déterminées par le législateur, le viol assimilé est puni plus lourdement. En effet, les circonstances aggravantes spéciales (c'est-à-dire précisées par les textes d'incrimination)[16] du viol incestueux sont prévues aux articles 222-25[25] et 222-26 du Code pénal[22].

#### Les 2 infractions obstacles aux viols
Les infractions obstacles se définissent comme étant des infractions pénales qui sont caractérisées indépendamment de la survenance d'un préjudice au détriment de la victime. Il existe 2 infractions obstacles au viol : 
- le « fait de faire à une personne des offres ou des promesses ou de lui proposer des dons, présents ou avantages quelconques afin qu'elle commette un viol, y compris hors du territoire national, (...) est puni, lorsque ce crime n'a été ni commis, ni tenté ». Figurant à l'article 222-26-1 du Code pénal, cette infraction est punie d'une peine de dix ans d'emprisonnement et de 150 000 € d'amende[26] ;
- et l'administration de substance de nature à altérer le discernement ou le contrôle des actes d'une victime, afin de commettre à son égard un viol. S'agissant de la répression de cette infraction et selon les termes de l'article 222-30-1 du Code pénal : lorsqu'elle est commise sans circonstance aggravante, elle est punie d'une peine de cinq ans d'emprisonnement et de 75 000 € d'amende[27] ; et lorsqu'elle est commise avec la circonstance aggravante selon laquelle les faits ont été commis « sur un mineur de quinze ans ou une personne particulièrement vulnérable », les peines sont élevées à sept ans d'emprisonnement et à 100 000 € d'amende[27].

### Agressions sexuelles autres que le viol
Les agressions sexuelles autres que le viol sont prévues et réprimées dans la section III, paragraphe 2 du Code pénal intitulé « Des autres agressions sexuelles ».
Il existe 4 types d'agressions sexuelles autres que le viol  et 2 infractions obstacles aux agressions sexuelles autres que le viol.

#### Les 4 types d'agressions sexuelles autres que le viol
Il y a 4 types d'agressions sexuelles autres que le viol :
- L'agression sexuelle (autre que le viol) commise sur une victime majeure est prévue à l'article 222-27 du Code pénal[28]. S'agissant de la répression de l'infraction : lorsqu'elle est commise sans circonstance aggravante, l'infraction est punie d'une peine de cinq ans d'emprisonnement et de 75 000 € d'amende[2],[28] ;  lorsqu'elle est commise avec une circonstance aggravante spécialement déterminée par le législateur, l'infraction est punie plus lourdement. En effet, une circonstance aggravante spéciale (c'est-à-dire précisée par les textes d'incrimination)[16] est prévue à l'article 222-28 du Code pénal et élève la répression de l'agression sexuelle autre que le viol 7 ans d'emprisonnement et de 100 000 € d'amende lorsqu'elle est accomplie dans l'une des circonstances citées par l'article susvisées[29].

- L'agression sexuelle (autre que le viol) commise sur une personne vulnérable est prévue à l'article 222-29 du Code pénal[30]. La personne vulnérable est une « personne dont la particulière vulnérabilité due à son âge, à une maladie, à une infirmité, à une déficience physique ou psychique ou un état de grossesse ou résultant de la précarité de sa situation économique ou sociale est apparente ou connue de son auteur »[30]. S'agissant de la répression de l'infraction : lorsqu'elle est commise sans circonstance aggravante, l'infraction est punie d'une peine de 7 ans d'emprisonnement et de 100 000 euros d'amende[2],[28] ;  lorsqu'elle est commise avec une circonstance aggravante spécialement déterminée par le législateur, l'infraction est punie plus lourdement. En effet, une circonstance aggravante spéciale (c'est-à-dire précisée par les textes d'incrimination)[16] prévue  à l'article 222-30 du Code pénal élève la répression de l'infraction à une peine de dix ans d'emprisonnement et 150 000 euros d'amende[31]. S'agissant d'une précision terminologique, sans violence, contrainte, menace ou surprise, l'atteinte sexuelle entre un(e) majeur(e) et un(e) mineur(e) de 15 ans n'est pas considérée comme une agression sexuelle, mais constitue un autre délit, celui de l’atteinte sexuelle sur mineur, qu'il y ait ou non pénétration sexuelle. Cependant, en mars 2018, le projet de loi déposé par Marlène Schiappa, secrétaire d'État chargée de l'Égalité entre les femmes et les hommes, prévoit un seuil d'âge (de 15 ans) en dessous duquel il est considéré qu'un enfant a toujours été contraint et en conséquence l'adulte serait jugé pour viol[32].

- L'agression sexuelle (autre que le viol) assimilée impliquant un mineur :
  - s'il s'agit d'un mineur de quinze ans et moins, lorsqu'elle est « imposée à un mineur de quinze ans par violence, contrainte, menace ou surprise », l'infraction est prévue aux articles 222-29-1  et est punie d'une peine de dix ans d'emprisonnement et de 150 000 euros d'amende[33] ;
  - s'il s'agit d'un mineur de quinze ans et plus, lorsque la différence d'âge entre le mineur et le majeur est d'au moins 5 ans, l'infraction est prévue à l'article 229-2 du Code pénal[34] et est punie de dix ans d'emprisonnement et de 150 000 € d'amende

- L'agression sexuelle (autre que le viol) incestueuse, prévue à l'article 222-29-3 du Code pénal, est puni d'une peine de dix ans d'emprisonnement et de 150 000 euros d'amende. Auparavant, la loi no 2016-297 du 14 mars 2016 avait introduit la qualification d'incestueux pour le viol ou l'agression sexuelle commis sur un mineur par un membre de la famille, et prévoit que le juge se prononce sur le retrait éventuel de l'autorité parentale[35].

#### Les 2 infractions obstacles aux agressions sexuelles autres que le viol
Il y a 2 infractions obstacles à l'agression sexuelle autre que le viol (étant souligné que les infractions obstacles sont des infractions pénales qui sont caractérisées indépendamment de la survenance d'un préjudice au détriment de la victime). Plus précisément, il s'agit des infractions pénales suivantes :
- de l'administration de substance de nature à altérer le discernement ou le contrôle des actes d'une victime, afin de commettre à son égard une agression sexuelle autre que le viol, incriminée à l'article 222-30-1 du Code pénal, et puni d'une peine de cinq ans d'emprisonnement et de 75 000 € d'amende. Concernant cette infraction, une circonstance aggravante spéciale est prévue « lorsque les faits sont commis sur un mineur de quinze ans ou une personne particulièrement vulnérable » ; en pareilles hypothèses, les peines sont élevées à sept ans d'emprisonnement et à 100 000 € d'amende ;
- et du « fait de faire à une personne des offres ou des promesses ou de lui proposer des dons, présents ou avantages quelconques afin qu'elle commette une agression sexuelle, y compris hors du territoire national (...) lorsque cette agression n'a été ni commise, ni tentée ». Figurant  à l'article 222-30-2 du Code pénal. La commission de cette infraction est punie, de cinq ans d'emprisonnement et de 75 000 € d'amende, et une circonstance aggravante spéciale est prévue « lorsque l'agression sexuelle devait être commise sur un mineur », élevant en pareilles hypothèses les peines à sept ans d'emprisonnement et à 100 000 € d'amende.

### Exhibition sexuelle
L'exhibition sexuelle est prévue et réprimée dans la section III, paragraphe 4 du Code pénal intitulé « De l'exhibition sexuelle et du harcèlement sexuel ». Elle remplace l'outrage public à la pudeur, réprimé par l'ancien Code pénal de 1810.
L'exhibition sexuelle n'est punissable que si, imposée à la vue d'autrui, elle a eu lieu dans un endroit accessible aux regards du public. Elle est punie d'un an d'emprisonnement et de 15 000 € d'amende (art. 222-32, c. pén.). Lorsque les faits sont commis avec la circonstance aggravante selon laquelle l'exhibition sexuelle a été réalisé au préjudice d'un mineur de quinze ans, les peines sont augmentées à deux ans d'emprisonnement et à 30 000 euros d'amende (art. 222-32 alinéa 3 du c. pén.).

### Harcèlement sexuel
Le harcèlement sexuel est prévu et réprimé dans la section III paragraphe 4 du Code pénal intitulé « De l'exhibition sexuelle et du harcèlement sexuel ».
Le harcèlement sexuel a 2 visages :
- Le harcèlement sexuel est le « fait d'imposer à une personne, de façon répétée, des propos ou comportements à connotation sexuelle ou sexiste qui soit portent atteinte à sa dignité en raison de leur caractère dégradant ou humiliant, soit créent à son encontre une situation intimidante, hostile ou offensante. L'infraction est également constituée :  1° Lorsque ces propos ou comportements sont imposés à une même victime par plusieurs personnes, de manière concertée ou à l'instigation de l'une d'elles, alors même que chacune de ces personnes n'a pas agi de façon répétée ;  2° Lorsque ces propos ou comportements sont imposés à une même victime, successivement, par plusieurs personnes qui, même en l'absence de concertation, savent que ces propos ou comportements caractérisent une répétition ».
- Le harcèlement sexuel assimilé est « le fait, même non répété, d'user de toute forme de pression grave dans le but réel ou apparent d'obtenir un acte de nature sexuelle, que celui-ci soit recherché au profit de l'auteur des faits ou au profit d'un tiers »[37].

S'agissant de la répression du harcèlement sexuel :
- lorsqu'il est commis sans circonstance aggravante, le harcèlement sexuel est puni d'une peine de deux ans d'emprisonnement et de 30 000 euros d'amende[37] ;
- lorsqu'il est commis avec une circonstance aggravante spécialement déterminée par le législateur, harcèlement sexuel est puni plus lourdement. En effet, une circonstance aggravante spéciale (c'est-à-dire précisée par les textes d'incrimination)[16] est prévue à l'article 222-33 III du Code pénal et élève la répression du harcèlement sexuel à 3 ans d'emprisonnement et de 45 000 euros d'amende lorsqu'il est accompli dans l'une des circonstances citées par l'article susvisée[37].

## Responsabilité pénale des agents

### Responsabilité pénale des personnes physiques
La responsabilité pénale des personnes physiques ne peut être en œuvre qu'à l'encontre des personnes (auteurs ou complices) ayant personnellement commis l'infraction. En effet, le principe de responsabilité personnelle prévu à l'article 121-1 du Code pénal dispose que « Nul n'est responsable pénalement que de son propre fait ». Par conséquent, l'auteur ou le complice d'une agression sexuelle encourt les sanctions pénales prévues par le législateur selon le type d'agression sexuelle concernée,. Par exemple, s'agissant de la répression du viol dit « ordinaire » : lorsqu'il est commis sans circonstance aggravante, le viol est puni de 15 ans de réclusion criminelle ; lorsqu'il est commis avec l'une des circonstances aggravantes spécialement déterminées par le législateur, le viol est puni plus lourdement. En effet, les circonstances aggravantes spéciales (c'est-à-dire précisées par les textes d'incrimination) du viol ordinaire sont prévues aux articles 222-23-3, 222-24, et 222-25 du Code pénal.

### Responsabilité pénale des personnes morales
La responsabilité pénale des personnes morales est prévue à l'article 222-33-1 du Code pénal. Cet article définit également les peines encourues par les personnes morales déclarées responsables pénalement d'avoir commis une agression sexuelle.

## Difficultés pratiques entourant les agressions sexuelles

### Jurisprudence
Trois problèmes principaux  se posent dans la pratique de l'instruction et dans la pratique des audiences[réf. souhaitée] :
- Le phénomène « ni-vu ni-connu » lorsque l'agression a eu lieu sans témoin, au domicile, au travail par exemple et sans laisser de trace matérielle : dans de nombreux cas, les choses se passent à huis clos, la victime se sent tellement salie qu'elle va vite se doucher et jeter les vêtements souillés, il n'y a ni témoin de l'agression ni traces matérielles. Bien pire, la victime porte plainte souvent à retardement. Qu'en est-il donc de l'élément matériel du délit ?
- La question du non-consentement ;
- L'interférence avec la présomption d'innocence.

### Recours en cas de classement sans suite
Un très grand nombre de délits reportés ou allégués se soldent par un classement sans suite. Jusqu'en 2019, il était possible de relancer immédiatement l'action publique par une plainte avec constitution de partie civile. Depuis la loi de programmation 2018-2022 et de réforme pour la justice, il est nécessaire d'exercer un recours préalable auprès du procureur général, puis, si celui-ci confirme le classement ce qui est quasi-systématique, il est nécessaire de respecter un délai de 3 mois avant de porter plainte, délai qui peut-être prorogé de 3 mois supplémentaires à la demande du procureur.